# Ратмансдорф (Саксония)
Ратмансдорф (нем. Rathmannsdorf) — община в Германии, в земле Саксония. Подчиняется земельной дирекции Дрезден. Входит в состав района Саксонская Швейцария. Подчиняется управлению Бад Шандау. Население составляет 1011 человек (на 31 декабря 2010 года). Занимает площадь 4,37 км².
Община подразделяется на 5 сельских округов.

## Население
| Год  | Численность | Численность |
| ---- | ----------- | ----------- |
| 2017 | 917         | [ 1 ]       |
| 2019 | 931         | [ 3 ]       |
| 2021 | 893         | [ 4 ]       |
| 2022 | 926         | [ 5 ]       |
| 2023 | 906         | [ 2 ]       |